# Productions de DJ Khalil
Cet article présente la liste des productions musicales réalisées par DJ Khalil.

## 2000
- DJ Muggs : Soul Assassins II
  - Millennium Thrust (featuring Self Scientific)
- Planet Asia : 20,000 Leagues Under the Street
  - It's On
- Ras Kass : Revenge of the Spit
  - Fire Wit Fire (featuring Jay 211 & Strong Arm Steady)

## 2001
- Ras Kass : Van Gogh
  - Kiss U (featuring Sideline & Van Gogh)
- Rasco : Hostile Environment
  - Sunshine (Ayanna)
  - Thin Line

## 2002
- Ras Kass : Goldyn Child
  - Kiss of Death

## 2003
- G-Unit : Beg For Mercy
  - Lay You Down
- Keith Murray : He's Keith Murray
  - Candi Bar
- Raekwon : The Lex Diamond Story
  - Ice Cream Part 2

## 2004
- Apathy : Where's Your Album?!!
  - Doe For Clothes
- DJ Muggs : The Last Assassin
  - Jealousy (featuring Chace Infinite)
- Phil da Agony : The Aromatic Album
  - Promises
  - Thousand Words
  - I Can't Believe
  - For the City
- Raptile : Classic Material
  - Make Y'all Bounce (featuring Xzibit & Strong Arm Steady)
- Xzibit : Weapons of Mass Destruction
  - Crazy Ho (featuring Strong Arm Steady)
  - Beware of Us (featuring Strong Arm Steady)
  - Judgement Day
  - Klack

## 2005
- Cypress Hill : Greatest Hits from the Bong
  - The Only Way
- 50 Cent : Music from and Inspired by The Motion Picture Get Rich or Die Tryin'
  - We Both Think Alike (featuring Olivia)
- Talib Kweli : Right About Now
  - Two & Two
- Living Legends : Classic
  - Brand New
  - Never Fallin'
- LMNO : P's and Q's
  - Clutch
  - Disguises
- SonGodSuns : Over the Counter Culture
  - Big Beat Walkthrough
  - I Didn't Mean to Touch Your Hand
- Sway & King Tech : Back 2 Basics
  - Better Days
- Tony Yayo : Thoughts of a Predicate Felon
  - I'm So High

## 2006
- Mos Def : Tru3 Magic
  - Dollar Day (Surprise, Surprise)
- The Game : Doctor's Advocate
  - Da Shit
- Jay-Z : Kingdom Come
  - I Made It
- Mitchy Slick : Urban Survival Syndrome
  - Mitchy Slick
  - Superstar (Amnesia) (featuring WC)
  - Triumphant Gangster (featuring Strong Arm Steady)
  - U.S.S.
- Naledge : Will Rap For Food
  - Cold Outside
  - Jook It
- Xzibit : Full Circle
  - Poppin' Off (featuring DJ Quik & King Tee)

## 2007
- Bishop Lamont : N*gger Noize
  - Super Freak
  - Hood Psalm (The Pope Mobile)
  - Personal Chauffeur (featuring Vanessa Marquez)
- Bishop Lamont : Down (featuring Kobe)
- Bishop Lamont & Black Milk : Caltroit
- On Top Now
  - Inconvenient Truth
- Evidence : The Weatherman LP
  - All Said & Done (featuring Kobe)
- 50 Cent : Curtis
  - I'll Still Kill (feat. Akon)
- Talib Kweli : Eardrum
  - Oh My Stars
  - Hostile Gospel Part 2 (Deliver Me)
- Strong Arm Steady : Deep Hearted
  - Bloody Money (featuring PNB & Jellyroll)
  - Come And Get Me (featuring Ina Williams)
  - Wreckless Words
- Taje : Hot Box: The Second Hit
  - Shots Fired
- X-Clan : Return From Mecca
  - Voodoo
  - 3rd Eyes on Me

## 2008
- Bishop Lamont : The Confessional
  - City Lights (featuring Eric de The New Royales)
  - Send a Nigga Home (featuring Denaun Porter)
  - Can't Figure It Out (featuring Eric de The New Royales)
- Bun B : II Trill
  - Another Soldier
- Hot Dollar : Night Life (We Up in the Club)
- Indef : The Project
  - End of the World (featuring Yumeki)
- Jim Jones : Harlem's American Gangster
  - Love Me No More
- Nas : The Nigger Tape
  - Esco Let's Go
- The New Royales : Posers (featuring Jay Electronica)
- Self Scientific
  - Everywhere I Go (featuring The Game & Talib Kweli)
  - For The J's (featuring Krondon, & Phil Da Agony)
- Strong Arm Steady : Night After Night (Stripper Pole)

## 2009
- Bishop Lamont
  - Bitches on my Dick
  - If You Don't Know the Code (featuring Kobe)
- Bishop Lamont & Indef : Team America: F*ck Yeah
  - The Big Payback
- Boo Boo : Fly like Paper
  - Trying to Ball
- Ca$his : The Art of Dying
  - Jus Anutha Day
- Clipse : Til the Casket Drops
  - Kinda Like a Big Deal (featuring Kanye West)
  - There Was a Murder (featuring Kobe)
  - Footsteps (featuring Kobe)
- Defari : Work Hard, Play Harder
  - Show Some Luv
- DJ Drama : Gangsta Grillz: The Album (Vol. 2)
  - Yacht Music (featuring Nas, Willie the Kid, Scarface & Marsha Ambrosius)
- Drake : So Far Gone EP
  - Fear
- Fabolous : Loso's Way
  - Imma Do It (featuring Kobe)
  - Never Let It Go (featuring Keys)
- The Game : Better on the Other Side (featuring Diddy, Chris Brown, Polow da Don, Mario Winans, Usher & Boyz II Men) (chanson hommage à Michael Jackson)
- Pitbull : Rebelution
  - Can't Stop Me Now (featuring The New Royales)
- Self Scientific
  - It's On
  - Jetski
- Slaughterhouse : Slaughterhouse
  - The One (featuring The New Royales)
  - Cuckoo
- T.I. : This Is Detox (featuring Kobe) (démo à l'origine prévue pour Detox de Dr. Dre)

## 2010
- Chin : D'Tach
  - Separated (Coproduit par Chin Injeti)
  - Mask on My Face (Remix)
- Cypress Hill : Rise Up
  - Pass the Dutch (featuring Evidence & The Alchemist)
  - Take My Pain (featuring Everlast)
  - Strike the Match (coproduit par DJ Muggs)
- DJ Muggs Vs. Ill Bill : Kill Devil Hills
  - Luciferian Imperium (coproduit par DJ Muggs)
- Dr. Dre : Detox
  - Kush (featuring Snoop Dogg & Akon)
- Eminem : Recovery
  - Talkin' 2 Myself (featuring Kobe)
  - Won't Back Down (featuring Pink)
  - 25 to Life
  - Almost Famous
- Hot Dollar : I Promise You (coproduuit par Dr. Dre)
- Kida : The Endemic
  - Street Music
  - Wanna Be's (featuring Kobe)
  - Eulogy
- Laws : 4:57
  - Hold You Down
- M.E.D. : Bang Ya Head
  - West Iz Back
- Redman : Reggie
  - Def Jammable
- Xzibit : MMX
  - Gotta Get 'Em (featuring Kobe)

## 2011
- Bad Meets Evil : Hell: The Sequel
  - Echo
- DJ Khaled : We the Best Forever
  - Rock' N Roll (Remix) (featuring Raekwon, Game, Busta Rhymes & Pharrell Williams)
- 50 Cent : The Big 10
  - Shootin' Guns (featuring Kidd Kidd)
- Game : The R.E.D. Album
  - Drug Test (featuring Dr. Dre, Snoop Dogg & Sly)
  - Ricky
- New Boyz : Too Cool to Care
  - Tough Kids (featuring Sabi)
- Joell Ortiz : Free Agent
  - Cocaine
- Professor Green : At Your Inconvenience
  - Nightmares (featuring Royce da 5'9" & Kobe)
- Raekwon : Shaolin vs. Wu-Tang
  - Rock N Roll (featuring Jim Jones, Ghostface Killah & Kobe)
- Rapper Big Pooh : Dirty Pretty Things
  - 5.13.11
  - Make It Thru (featuring Kobe Honeycutt & Joe Scudda)
- Snoop Dogg : Doggumentary
  - I Don't Need No Bitch (featuring Devin the Dude & Kobe)
- Strong Arm Steady : Arms & Hammers
  - Klack or Get Klacked
  - Gangsta's (featuring Kobe)
  - When Darkness Falls (featuring Marsha Ambrosius)
- Thurzday : L.A. Riot
  - Two Clips (featuring Kobe)
  - Riot (featuring Black Thought)

## 2012
- Joe Budden : The Great Escape
  - Hate Me
- Deux Process : The Price of Dreams
- Eminem : Recovery (Ré-édition)
  - Echo (featuring Royce da 5'9" & Liz Rodrigues)
- Game : The R.E.D. Album
  - Ricky
- Kendrick Lamar : Good Kid, M.A.A.D City
  - County Building Blues
- Lecrae : Gravity
  - Mayday (featuring Big K.R.I.T. & Ashthon Jones)
- Pink : The Truth About Love
  - Here Comes the Weekend (featuring Eminem)
- Self Scientific : Designer Music EP
  - Designer Music
  - Deeper Roots
- Skyzoo : A Dream Deferred
  - Realization (featuring Jared Evan)
  - The Rage of Roemello

## 2013
- KRDN : Everything's Nothing
  - Lean on Me (featuring Kobe)
- Eminem : The Marshall Mathers LP 2
  - Survival (featuring Liz Rodrigues)

## 2017
- Eminem : Revival
  - Castle